# Людина року (Time)
«Людина року» (англ. Person of the Year) — конкурс визначних особистостей, груп, ідей або об'єктів, які щорічно, починаючи з 1927 року, публікує на своїй обкладинці американський журнал «Тайм». «Людина року» визначається редакційним керівництвом журналу відповідно до позитивного, а часом і негативного впливу на новини і на життя людства окремої особистості протягом року.

## Історичні дані
Традиція конкурсу «Людина року» була започаткована у 1927 році, коли редактори журналу «Тайм» розмірковували над тим, що помістити на обкладинку під час періоду відсутності цікавих новин. Ідея започаткувати конкурс також була спробою виправити попередній прикрий прорахунок редакторів, коли вони відмовилися помістити на обкладинці зображення Чарльза Ліндберга після його перельоту через Атлантику, за що журнал піддавали різкій критиці. Таким чином, в кінці року з'явилася можливість помістити фото Ліндберга на обкладинці під приводом його перемоги у конкурсі «Людина року».
З того часу з'явилася традиція щорічно обирати окремих особистостей, груп людей (наприклад, спортивних команд або цілих демографічних категорій) або у двох окремих випадках, корисний винахід, такий як комп'ютер або цілу планету Земля, які мали значний вплив на новини або на людство у цілому. Хоча більшість «Людей року» були чоловіками, перша жінка року була обрана у 1936 році — нею стала Волліс Сімпсон. Пізніше серед інших жінок були Сун Мейлін 1937 року та королева Єлизавета II 1952 року.
Серед президентів США, після Франкліна Д. Рузвельта, кожний (за винятком тільки трьох: Калвіна Куліджа, Герберта Гувера та Джеральда Форда) обирався хоча б один раз «Людиною року». Рузвельт мав цей титул тричі: у 1932, 1934 та 1941 роках. Крім того, «Людьми року» обиралися такі суперечливі особистості, як Адольф Гітлер у 1938 році, Йосип Сталін у 1939 і знову у 1942 році, аятола Хомейні у 1979 році, а також Володимир Путін у 2007 році. На думку редакторів журналу, призначення «Людиною року» не є винагородою, а лише відзначенням позитивного чи негативного впливу особистостей на історію людства.

## Список Людей року за версією журналу «Тайм»
| - 1927 — Чарльз Ліндберг - 1928 — Волтер Крайслер - 1929 — Овен Юнг - 1930 — Махатма Ганді - 1931 — П'єр Лаваль - 1932 — Франклін Рузвельт - 1933 — Х'ю Джонсон - 1934 — Франклін Рузвельт - 1935 — Хайле Селассіє I - 1936 — Волліс Сімпсон - 1937 — Чан Кайші і Сун Мейлін - 1938 — Адольф Гітлер - 1939 — Йосип Сталін - 1940 — Вінстон Черчилль - 1941 — Франклін Рузвельт - 1942 — Йосип Сталін - 1943 — Джордж Маршалл - 1944 — Дуайт Ейзенхауер - 1945 — Гаррі Трумен - 1946 — Джеймс Бірнс - 1947 — Джордж Маршалл - 1948 — Гаррі Трумен - 1949 — Вінстон Черчилль - 1950 — Американський солдат - 1951 — Мохаммед Мосаддик - 1952 — Єлизавета II - 1953 — Конрад Аденауер - 1954 — Джон Фостер Даллес - 1955 — Гарлоу Кертіс - 1956 — Угорські борці за свободу - 1957 — Микита Хрущов - 1958 — Шарль де Голль - 1959 — Дуайт Ейзенхауер - 1960 — американська наука | - 1961 — Джон Кеннеді - 1962 — Папа Іван XXIII - 1963 — Мартін Лютер Кінг - 1964 — Ліндон Джонсон - 1965 — Вільям Вестморленд - 1966 — «Бебі-бумери» - 1967 — Ліндон Джонсон - 1968 — астронавти Аполлона-8 - 1969 — середній клас США - 1970 — Віллі Брандт - 1971 — Річард Ніксон - 1972 — Річард Ніксон і Генрі Кіссінджер - 1973 — Джон Сіріка - 1974 — король Фейсал-ас-Сауд - 1975 — американські жінки - 1976 — Джиммі Картер - 1977 — Анвар Садат - 1978 — Ден Сяопін - 1979 — аятола Хомейні - 1980 — Рональд Рейган - 1981 — Лех Валенса - 1982 — комп'ютер - 1983 — Рональд Рейган, Юрій Андропов - 1984 — Пітер Юберрот - 1985 — Ден Сяопін - 1986 — Корасон Акіно - 1987 — Михайло Горбачов - 1988 — планета Земля (під загрозою) - 1989 — Михайло Горбачов - 1990 — Джордж Герберт Вокер Буш - 1991 — Тед Тернер - 1992 — Білл Клінтон - 1993 — Миротворці (Нельсон Мандела, Фредерік де Клерк, Ясір Арафат, Іцхак Рабін) | - 1994 — Іван-Павло II - 1995 — Ньют Гінгріч - 1996 — Девід Хо - 1997 — Ендрю Гроув - 1998 — Білл Клінтон, Кеннет Старр - 1999 — Джеффрі Безос, Альберт Ейнштейн (людина століття) - 2000 — Джордж Буш - 2001 — Руді Джуліані - 2002 — Викривачі зловживань (Сінтія Купер, Шерон Воткінс, Колін Ровлі) - 2003 — Американський солдат - 2004 — Джордж Буш - 2005 — добрі самаритяни Боно, Білл Гейтс і його дружина - 2006 — Ти (користувач Інтернету) - 2007 — Володимир Путін - 2008 — Барак Обама - 2009 — Бен Бернанке - 2010 — Марк Цукерберг - 2011 — учасник вуличних протестів - 2012 — Барак Обама - 2013 — папа римський Франциск - 2014 — медичні працівники, які борються в Африці з вірусом Ебола - 2015 — Ангела Меркель - 2016 — Дональд Трамп - 2017 — Порушники тиші (люди, які розповіли про пережиті сексуальні домагання) - 2018 — Хранителі (Джамаль Хашоґджі, Марія Ресса, Ва Лоне, К'яв Со Оо, The Capital) - 2019 — Ґрета Тунберґ - 2020 — Джо Байден, Камала Гарріс - 2021 — Ілон Маск - 2022 — Володимир Зеленський та Дух України - 2023 — Тейлор Свіфт - 2024 — Дональд Трамп |